# Mjölefjärden
Mjölefjärden är en havsvik vid Västerbottenkusten mellan Hörnefors i söder och Norrmjöle i norr. Innefattar byarna Sörmjöle, Åheden samt Norrmjöle. Sommartid populära badstränder är Brännäset (Sörmjöle), Bettnessand och Norrmjöle havsbad, de två senare i Norrmjöle. På grund av långgrundhet är fjärden sommar och höst populär hos vindsurfare och kitesurfare vid stark blåst.
Mjölefjärden föreslås bli ett nytt friluftsparadis, med tio sandstränder inom promenadavstånd. Förslaget läggs fram i den fördjupade översiktsplan för kustområdet som håller på att färdigställas. Där konstateras att människors möjlighet att se och uppleva havet är mycket betydelsefull. Därför är tillgängligheten viktig. I planförslaget pekas ett 20-tal strategiska besökspunkter ut. Längs Umeås kuststräcka finns ett pärlband med havsbad. En del av dem är okända för en majoritet av kommunens 114 000 invånare.
10 kilometer, Mjölefjärden – mellan Sörmjöle och Norrmjöle – lyfts fram under rubriken Umeås tio havsbad. Tanken är att binda samman dem med en gång- och cykelväg längs stranden. Den skulle bli ungefär tio kilometer lång och sträcka sig från Klössand i norr till Länkebo i söder – bland de tio stränderna finns välkända Bettnessand och Norrmjöle havsbad.
I förslaget till fördjupad översiktsplan poängteras att det är angeläget att säkerställa allmänhetens tillgänglighet och stränderna vid havsbaden måste hållas fri från igenväxning. En cykeltur, eller promenad, längs den tio kilometer långa GC-vägen skulle ge besökaren tillgång till följande havsbad:
- Klössand. "Liten sandstrand med skyddat läge" är beskrivningen i planförslaget.
- Norrmjöle havsbad. "En av Umeå kommuns två viktigaste badstränder."
- Skataudden. "Sandstrand vid Norrmjöleåns utlopp. Stora ytor av sandhed som av de boende hålls öppen från igenväxning."
- Bettnessand. "Sandstrand. En av Umeå kommuns två viktigaste badstränder."
- Rosessand (2). "Två små sandstränder. Läget är trångt direkt utanför befintlig bebyggelse."
- Åhedåns utlopp (2). "Badstrand med fina sanddyner vid Åhedåns utlopp samt badplats intill udden Storåhällan."
- Brännäsviken. "Stor sandstrand med tennisbana. Läget är trångt direkt utanför befintlig bebyggelse."
- Länkebo. "Sandstrand med stort attraktionsvärde för besökare."